# Mataderos
Mataderos este un cartier în orașul Buenos Aires, Argentina. În 2001 avea o populație totală de 64.932 locuitori.